# Почтово-налоговая марка
Почто́во-нало́говая ма́рка (также ма́рка принуди́тельной допла́ты или нало́говая ма́рка; англ. postal tax stamp, нем. Zwangszuschlagsmarke) — собирательное название различных почтовых марок, которые не предназначены для оплаты почтового сбора, а служат для оплаты дополнительного сбора на какие-либо иные цели.

## Описание
Часто номинал почтово-налоговых марок превышает почтовый тариф. Являются обязательными для франкирования писем в течение определённого срока (в определённые дни, недели, а иногда и в течение года). Эти марки являются полноценным филателистическим материалом. Они особенно интересны на почтовой корреспонденции, наклеенные дополнительно к обычным маркам.

## История
Почтово-налоговые марки выпускаются в ряде стран.
В Португалии и португальских колониях марки принудительной оплаты были в обращении с 1911 по 1928 год. В каждом году определялись восемь дней, когда отправители были обязаны использовать их, чтобы оплатить пересылку своих почтовых отправлений. Если же отправитель этого не делал, то доплату взимали с получателя.
В Турции с 1911 года почтово-налоговые марки находятся в обращении 21 день в году.
В течение восьми лет, с декабря 1948 года до апреля 1956 года, все почтовые отправления в англо-американской зоне оккупации Германии должны были дополнительно оплачиваться маркой принудительной доплаты на нужды Западного Берлина. Без этих марок письма не доставлялись.
Широкое распространение почтово-налоговые марки получили в Румынии в 1920-е — 1930-е годы для изыскания дополнительных средств на развитие авиации; последние были выпущены в 1948 году.
В Югославии ежегодно издавались марки «Олимпийская неделя», доход от которых шёл в фонд Национального Олимпийского комитета Югославии.
В Греции почтово-налоговые марки выпускались с 1914 по 1956 год. Они должны были использоваться вместе с обычной франкировкой во время новогоднего и религиозных праздников и в других специально указываемых случаях.
Франкистское правительство Испании в 1936—1953 годах также выпускало подобные марки, ими дополнительно франкировалась корреспонденция в определённые периоды времени.
Разновидностью почтово-налоговой марки является военно-налоговая марка.

## Почтово-налоговые марки в России
В России марки принудительного сбора выпускались в апреле 1922 года. По распоряжению Народного комиссариата финансов Юго-Восточной области в Ростове-на-Дону были отпечатаны четыре почтовые марки различных рисунков. Они предназначались для взыскания обязательного сбора в фонд помощи пострадавшим от неурожая (Помгол).
Марки номиналом 2000 рублей наклеивались на заказные письма, 4000 рублей — на бланки денежных переводов, 6000 рублей — на сопроводительные адреса к посылке.
Применение этих марок в ряде населённых пунктов области — в Ростове-на-Дону, Новочеркасске, Нахичевани, Миллерово — было обязательным. Находились в обращении несколько дней и изъяты специальным распоряжением Народного комиссариата почт и телеграфов РСФСР 2 мая 1922 года, так как были выпущены без его ведома. Среди филателистов эта серия марок получила название «Юго-Восток — голодающим».